# 日本东京圣殿
日本东京圣殿是耶稣基督后期圣徒教会第18个开放的圣殿，位于日本東京都港區，它是亚洲第一所圣殿，风格简洁，为后来的中国香港圣殿所效法。
1975年8月9日，耶稣基督后期圣徒教会宣布在日本东京修建圣殿。其地址选择在市中心的传道会旧址。1980年10月27日举行奉献仪式，此前曾向公众开放一个月。